# Jordan Veretout
Jordan Marcel Gilbert Veretout (* 1. März 1993 in Ancenis) ist ein französischer Fußballspieler. Der Mittelfeldakteur entstammt der Jugendakademie des FC Nantes, war ab der Saison 2011/12 Stammspieler in der ersten Mannschaft und wechselte zur Saison 2015/16 in die englische Premier League zu Aston Villa. Zurzeit steht er beim französischen Erstligisten Olympique Lyon unter Vertrag.
Zuvor hatte er 2013 mit der französischen Nachwuchsauswahl die U-20-Weltmeisterschaft gewonnen.

## Sportlicher Werdegang
Veretout wurde ab 2003 in der Nachwuchsschmiede des FC Nantes ausgebildet und im Mai 2011 debütierte der junge Mittelfeldspieler gegen den CS Sedan. Es folgte der erste Startelfeinsatz beim 1:0-Verlängerungssieg in der ersten Ligapokalrunde der Saison 2011/12 gegen Stade Reims. Fortan war er Stammspieler in der Mannschaft, die zunächst noch zweitklassig war, dann aber 2013 in die Ligue 1 aufstieg. Insgesamt absolvierte er bis zum Ablauf der Spielzeit 2014/15 140 Ligapartien für die „Kanarienvögel“, in denen er 14 Tore schoss (davon genau die Hälfte in seinem letzten Jahr). Parallel dazu durchlief er mehrere französische Jugendnationalmannschaften und 2013 gewann er mit der U-20 die Weltmeisterschaft in der Türkei. Dort bildete er unter anderem mit Paul Pogba die Schaltzentrale im Mittelfeld. Im Sommer 2015 wechselte Veretout in die englische Premier League für eine nicht näher genannte Ablösesumme zu Aston Villa, wobei er die bereits vierte Neuverpflichtung der „Villans“ aus der französischen Ligue 1 nach Jordan Amavi, Idrissa Gueye und Jordan Ayew war.
Im Sommer 2017 zog es Veretout nach Italien, zur AC Florenz. Im Jahr 2019 wurde er zur AS Rom verliehen, die den Spieler anschließend fest verpflichteten. Während seiner Zeit in Rom debütierte der Franzose im September 2021 für die französische A-Nationalmannschaft. Nach insgesamt drei Jahren in der italienischen Hauptstadt wechselte er im August 2022 zu Olympique Marseille.
Im September 2024 wechselte Veretout innerhalb der Ligue 1 zu Olympique Lyon. Lyon nutzte dafür eine Sonderregel innerhalb der Statuten des französischen Fußballverbands, nachdem jeder Klub der ersten beiden Ligen einen Spieler außerhalb des Transferfensters verpflichten darf, sofern dieser innerhalb der Ligen wechselt.

## Titel/Auszeichnungen
Nationalmannschaft
- UEFA-Nations-League-Sieger: 2021
- U20-Weltmeister: 2013

Verein
- Conference-League-Sieger: 2022